# Taalwetgeving in België

Huidige vier taalgebieden in België

Dit artikel beschrijft vooral de geschiedenis van de taalwet in België. Voor een actuele stand van zaken zie:
- indeling in taalgebieden
- taalwet gerechtszaken
- taalwet bestuurszaken
- taalwet onderwijs
- taalwet bedrijfsleven

## 1830: taalvrijheid en taaldwang
Een van de redenen voor de Belgische omwenteling van 1830 was een zekere Nederlandse taaldwang in het Verenigd Koninkrijk der Nederlanden. In de Vlaamse provincies moesten de burgers in het Nederlands terechtkunnen en de autoriteiten moesten zich schikken. Als reactie werd in de Belgische Grondwet de algemene taalvrijheid ingeschreven. In de praktijk was dat niet meer de vrijheid van de burgers (tegenover de autoriteiten) maar die van de autoriteiten (tegenover de burgers). Voor de werking van de instellingen en de rechtbanken kozen de autoriteiten actief voor het Frans, en bestempelden het gebruik van het Vlaams als achterhaald. Sommige rechters bestempelden het zelfs als smaad tegenover het gezag en schending van de grondwettelijke vrijheid (van de rechter). In 1860 werden twee Vlaamse werklieden, Coucke en Goethals, terechtgesteld voor een moord op een weduwe zonder dat ze één woord van het proces verstaan hadden. Later bleek dat ze onschuldig waren. De Vlaamse Beweging is gaan ijveren voor een taalwetgeving die ook het Nederlands als officiële taal zou opleggen. De taalwetten vormden dus opnieuw een taaldwang voor het openbaar gezag en het gerecht in Vlaanderen en in Brussel.

## 1873: de eerste taalwet  (wet-Coremans)
De eerste taalwet komt er in 1873. Er was in 1872 grote commotie geweest omdat Jozef Schoep 50 frank boete gekregen had omdat hij in Molenbeek weigerde in het Frans aangifte te doen van de geboorte van zijn zoontje. Bij de rechtszaken in beroep was er voortdurend betwisting rond het taalgebruik, en Schoep werd tot in cassatie veroordeeld.
De eerste taalwet op voorstel van Edward Coremans regelde de taalkwestie in de strafrechtspleging in Vlaanderen. Het Nederlands wordt de hoofdtaal, hoewel pleidooien en strafvorderingen in het Frans uitgesproken mogen worden.

## 1878: de tweede taalwet (wet-De Laet)
De tweede taalwet, of wet De Laet, is de wet op de bestuurszaken, geldig voor Vlaanderen en Brussel. Berichten van rijksambtenaren aan het publiek moeten voortaan in het Nederlands of tweetalig zijn. In hun correspondentie met gemeentebesturen of personen moeten ze in principe het Nederlands gebruiken, tenzij die dat anders wensen.

## 1883: de derde taalwet (wet-De Vigne-Coremans)
Ook de middelbare scholen waren tot dan toe integraal Frans geweest. Vanaf de derde taalwet werd gestreefd naar verandering daarin. Op voorstel van Julius De Vigne en Edward Coremans werd op 15 juni 1883 een taalwet uitgevaardigd die het Nederlands verplichtte voor de voorbereidende afdelingen van het officiële middelbaar onderwijs in Vlaanderen. Dit gold ook voor Nederlands, Engels en Duits in de middelbare afdelingen, terwijl de vaktermen van wiskunde en natuurwetenschappen zowel in het Nederlands als het Frans moesten worden geleerd. Om Nederlands sprekende leraren te vormen zou er bovendien een Vlaamse Hogere Normaalschool moeten worden opgericht, gelieerd aan de Rijksuniversiteit Gent.

## 1898: de Gelijkheidswet
In 1898 komt de Gelijkheidswet: Nederlands en Frans komen op gelijke voet als officiële taal. Probleem hierbij is dat de Franstaligen in het parlement zouden moeten stemmen over teksten in het Nederlands die ze niet begrepen. Het omgekeerde probleem werd nog niet gesteld. De wet kwam er echter toch, onder de druk van de bevolking en dankzij de uitbreiding van het stemrecht naar het algemeen meervoudig stemrecht.

## Nationale tweetaligheid of taalgebieden
De Franstaligen zien dat men van België een tweetalig land aan het maken is en ze zien dit niet zitten voor Wallonië. Veel Vlaamse inwijkelingen in de Waalse mijnstreken en in de landbouw zouden daar ook taalvrijheid krijgen. Dit leidt tot voorstellen om de ambtenarij te splitsen en zo het Franstalig karakter van Wallonië te bewaren en te vermijden dat de ambtenaren ook in Wallonië een Nederlands taalexamen zouden moeten afleggen.
Men staat dus voor de vraag of België een tweetalig land zou worden of een land met twee taalgebieden. Dit komt neer op een keuze tussen:
- het personaliteitsbeginsel: wanneer men dit principe zou invoeren, kan de burger zich tot de overheid wenden in de taal die hij verkiest, ongeacht de plaats waar hij zich bevindt. Hij kan dan overal terecht in het Nederlands en het Frans (tweetaligheid).
- het territorialiteitsbeginsel: men kijkt naar de plaats waar de dienst zich bevindt en de streektaal wordt dan de bestuurstaal. Dit impliceert de vorming van taalgebieden.

In 1921 kozen de Franstaligen voor het territorialiteitsbeginsel (dat men wel personeel invulde) om het eentalige karakter van Wallonië te bewaren. Dit werd in 1932 en 1962 bevestigd. Men bakende die taalgebieden af volgens het principe van de meerderheid van de bevolking. Op het territorialiteitsprincipe als basisprincipe bestonden in de taalwet van 1921 wel een aantal uitzonderingen. De ambtenaren van het nationale staatsbestuur en van de Brusselse agglomeratie moesten immers tweetalig zijn. Ook kon een gemeente- of provincieraad bij gewone meerderheid de andere landstaal als tweede diensttaal invoeren.
Geleidelijk aan werd de eentaligheid op basis van het territorialiteitsprincipe meer toegepast, zo werd de Universiteit Gent in 1923 tweetalig en in 1930 eentalig Nederlands.
In 1932 verdwenen de uitzondering op het territorialiteitsbeginsel; in plaats daarvan werd beslist dat men om de tien jaar een talentelling zou houden. Op basis van die talentellingen kon een gemeente om de tien jaar van taalgebied veranderen, of kon een gemeente taalfaciliteiten instellen voor minderheden vanaf 30%. Op die manier installeerde men een soepel territorialiteitsbeginsel.
Dit systeem werd een doorn in het oog van de Vlamingen omdat de Franstaligen zich niet aanpasten aan de taal van de gemeente waarin ze gingen wonen, terwijl Nederlandstaligen dat vaak wel deden. Een aantal Nederlandstalige gemeenten werd op deze wijze Franstalig (zo werden Evere, Ganshoren en Sint-Agatha-Berchem in 1954 bij het tweetalige Brussel gevoegd), waardoor de Nederlandstaligen zich bedreigd voelden. Dit resulteerde onder andere in een mars op Brussel.

## 1962: de wet-Gilson
Daarom legt men in 1962 in de wet-Gilson (voorgesteld door Arthur Gilson) vast welke gemeenten tot welk taalgebied behoren. Wijzigingen aan het taalstatuut kunnen dan enkel nog via een wetswijziging. In dat jaar gingen ook onder andere Voeren naar Limburg en Komen-Waasten en Moeskroen naar Henegouwen en werden de faciliteitengemeenten opgericht. Er zijn dan officieel vier taalgebieden: het Nederlandse, het Franse, het Duitse en tweetalig gebied Brussel-Hoofdstad.
Een aantal gemeenten werden op dat moment ondergebracht in een bepaald taalgebied, terwijl er een relatief grote, anderstalige minderheid woonde. Voor hen worden er faciliteiten voorzien, zoals het voorzien van onderwijs in de andere taal wanneer er 16 ouders om vragen.
Die faciliteiten gelden enkel voor de inwoners van die gemeente, men kan er vanuit andere gemeenten geen beroep op doen. Om van die faciliteiten te genieten moet dit aangevraagd worden door de betrokkene. Men stelde dan de vraag of die vraag elke keer opnieuw moet gesteld worden, of dat het volstaat dat de vraag enkel gesteld wordt wanneer men zich in de gemeente vestigt. De omzendbrief van minister Peeters legde aan de gemeentebesturen op om steeds opnieuw een aanvraag te vereisen, waartegen lang geprocedeerd werd door de Franstaligen.
Bovendien gelden de faciliteiten niet voor de bestuurders, wat in 1983 in Voeren zal leiden tot een crisis rond burgemeester José Happart, en het geldt enkel voor inwoners die er om vragen.
Toen kregen een aantal instellingen nog wel de toestemming om tweetalig te zijn, zoals de Katholieke Universiteit Leuven.

## 1970: inschrijven van de taalgebieden in de Grondwet
In 1970 bij de eerste staatshervorming worden de taalgebieden vastgelegd in art. 4 van de Grondwet. Wijzigingen kunnen voortaan alleen nog door een bijzondere wet. Er komen ook cultuurgemeenschappen, die onder andere de bevoegdheid krijgen het taalgebruik te regelen in hun taalgebied (bijvoorbeeld inzake bestuur, onderwijs, verhoudingen werkgever-werknemer).

## Taalvrijheid en taaldwang
Bij al die wettelijke taaldwang voor het politieke bestuur, de administratie en het leger, het gerecht, het onderwijs en het bedrijfsleven, mag men niet vergeten dat de grondwettelijke taalvrijheid absoluut overeind blijft, in de huiskamer bijvoorbeeld en bij de krantenboer. Precies daar is die meestal groter aan Vlaamse dan aan Franstalige kant; er is daar een groter meertalig aanbod aan kranten, boeken en televisiezenders op de kabel.
Zo kan men dan ook twee eeuwen Nederlands taalbeleid samenvatten, met inbegrip van dat van Willem I van Nederland:
- aan Nederlandse kant: officieel gevraagde taaldwang en feitelijke private taalvrijheid.
- aan Franse kant: officieel gepropageerde taalvrijheid en feitelijke private taaldwang.

Op dat vlak zijn er anno 2008 nog spanningen over de Kieskring Brussel-Halle-Vilvoorde en het feit dat de faciliteitengemeenten in het Franse taalgebied de taalvrijheid van hun Nederlandstalige inwoners zelden respecteren. Zo is er geen enkele Nederlandstalige lagere, noch kleuterschool in de Waalse faciliteitengemeenten, behalve één schooltje in Komen-Waasten; hoewel de Franse Gemeenschap volgens de wet verplicht is deze school te financieren, weigert ze dat, daarom financiert de Vlaamse Gemeenschap deze school, hoewel ze dat dus niet hoeft te doen. Dit is in tegenstelling tot de Vlaamse Gemeenschap die jaarlijks ongeveer 10 à 11 miljoen euro investeert in Franstalig onderwijs in de Vlaamse faciliteitengemeentes. Voorts heeft bijvoorbeeld Komen-Waasten geen Nederlandstalige website; Moeskroen, Edingen en Vloesberg daarentegen wel. Alle Nederlandstalige faciliteitengemeenten op Ronse na: Mesen, Spiere-Helkijn, Bever, Wemmel, Drogenbos, Linkebeek, Sint-Genesius-Rode, Wezembeek-Oppem, Kraainem en Voeren hebben keurig een tweetalige site, soms ook nog een Engelse. De gemeente Herstappe met nog geen honderd inwoners heeft geen website.
De nationale spoorwegmaatschappij NMBS is bij wet verplicht de informatie aan de reizigers in de treinen te doen omroepen in de taal van het landsdeel waar de trein zich op dat moment bevindt. Zulks geldt ook voor de boodschappen die verschijnen op de elektronische schermen in de trein. Dat wil zeggen dat in een trein, bijvoorbeeld van Antwerpen naar Charleroi, er eerst enkel in het Nederlands, vervolgens in beide landstalen, dan weer enkel in het Nederlands en daarna enkel nog in het Frans omgeroepen wordt. Dit geldt niet alleen voor de berichten zelf, maar ook voor de daarin gebruikte plaatsnamen, ook die van plaatsen aan de andere kant van de taalgrens. Zo wordt Antwerpen in de IC-trein vanuit Charleroi vóór het passeren van de taalgrens enkel aangeduid als Anvers. Maar een gesprek met een individuele reiziger gebeurt altijd in de taal van de reiziger, waar de trein zich ook mag bevinden. Ook in de stations wordt de reiziger in zijn eigen taal bediend. Alle treinbegeleiders en loketpersoneel zijn minstens tweetalig en zijn bij wet verplicht hun kennis van de tweede landstaal in een examen te bewijzen.
Ook de taal van de bewegwijzering langs de wegen verandert bij het passeren van de taalgrens, waarbij de vertalingen van plaatsnamen een grote rol spelen. Met name op autosnelwegen is dit duidelijk merkbaar en kan dit zelfs verwarrend zijn. Zo kan het bijvoorbeeld zijn dat een automobilist in Vlaanderen een bord passeert met daarop 'Bergen' en 'Ieper' en een kilometer verderop, in Wallonië, hetzelfde bord met daarop 'Mons' en 'Ypres', waarbij op beide borden dezelfde plaatsen worden bedoeld. In het Brussels Hoofdstedelijk Gewest worden alle plaatsnamen waar twee officiële vertalingen voor bestaan in beide talen vermeld, meestal met een streepje ertussen, bijvoorbeeld 'Gent-Gand', met daarbij de lokale taal vooraan.